# Óscar Torres
Óscar José Torres Martínez (nacido en Caracas el 18 de diciembre de 1976) es un exbaloncestista venezolano. Jugó de principalmente de escolta y en ocasiones como alero. Internacional por Venezuela, su primer equipo fue Marinos de Oriente.

## Carrera
Comienza a jugar profesionalmente con el equipo Marinos de Oriente en la temporada 1996, si bien con poca presencia, comenzando a destacar en la temporada 1998 en que el equipo logra el título de liga y él es reconocido como el novato del año. Continúa con su carrera en la liga venezolana hasta 2001 siempre con el equipo de Puerto La Cruz, si bien hizo su primera aparición en el baloncesto norteamericano en la temporada 1999-00 jugando en la IBA con Billings RimRockers y reforzó a Trotamundos de Carabobo en el Cto. Sudamericano de Clubes en el año 2000, logrando el cetro continental.

### NBA
En el verano de 2001 se marcha nuevamente a Estados Unidos para probar suerte en la NBA y firma un contrato con Houston Rockets por dos temporadas, tras su buena actuación en la Liga de Verano de Los Ángeles, debutando en la liga esa temporada y jugando un total de 65 partidos promediando 6.0 puntos y 1.9 rebotes en 16.5 minutos por noche. Sin embargo fue cortado en la pretemporada de su segundo año, firmando a los pocos días por Golden State Warriors donde tuvo menor presencia, jugando 16 partidos con algo menos de 7 minutos por choque para 3.3 puntos. Fue cortado a finales de diciembre de 2002, acabando su carrera en la liga norteamericana, habiendo sido el segundo jugador venezolano en lograrlo tras Carl Herrera.

### Europa
Comienza entonces su carrera europea, firmando en febrero de 2003 por el Pompea Nápoles de la liga italiana, con quienes jugó 12 partidos en la liga regular y 6 de play-offs, siendo eliminados en cuartos de final por la Lottomatica de Roma. Al acabar la temporada europea, se unió de nuevo a su club de siempre en la LPB, para lograr otro título liguero para Marinos. Vuelve a Italia la temporada siguiente, logrando alcanzar nuevamente el playoff al acabar en la 5ª plaza de la temporada regular, cayendo nuevamente en cuartos de final, esta vez ante Scavolini de Pesaro. A nivel individual jugó 34 partidos de regular y 5 de playoff con promedios de 28.5 minutos, 14.7 puntos y casi 5 rebotes. Al año siguiente firma con el BC Khimki, equipo de la Superliga rusa que empezaba su escalada a la élite del baloncesto nacional fichando a figuras de renombre internacional. Tras acabar su primer año en Rusia, vuelve a unirse a Marinos para acabar la temporada en Venezuela, logrando un nuevo entorchado liguero. En su segunda temporada con el equipo de la ciudad de Jimki, logró sendos subcampeonatos, en la liga rusa ante el sempiterno campeón PBC CSKA Moscú y en la Eurocopa FIBA, donde cayeron ante el Joventut de Badalona. En la 2006-07 inició su tercera temporada en el club, pero en febrero forma parte del primer traspaso de la historia del baloncesto ruso, jugando desde entonces en el CSKA Moscú con quienes debuta en Euroliga y se proclama primero campeón de Copa y posteriormente campeón de la Superliga. Vuelve a Italia para la 2007-08, esta vez en las filas de la Fortitudo de Bolonia, de nuevo bajo la dirección técnica de Andrea Mazzon que ya lo dirigiera en su etapa en Nápoles, pero no fue una temporada buena en Bolonia, que cambió de entrenador mediada la temporada, llegando Dragan Sakota en sustitución y clasificándose apuradamente para el playoff en la 8ª plaza de la regular y cayendo en cuartos de final ante el líder de la misma y posteriormente campeón Montepaschi Siena. Volvió una vez más a jugar el final de temporada con sus Marinos de Anzoátegi y volvió a Italia al año siguiente para jugar con el Pall. Udine donde es cortado en abril, sin acabar la temporada. Se une entonces al Türk Telekom Ankara, donde alcanza las semifinales antes de retornar a Venezuela.

### Retorno a Venezuela
Una vez más vuelve a la liga de su país justo para el playoff en ese 2009, logrando un nuevo título liguero, el cuarto de su carrera defendiendo una vez más los colores de Marinos de Anzoátegui. La lesión en la rodilla que viene arrastrando desde algunos meses atrás provocan que no continúe su carrera internacional en el 2010, año en que por primera vez desde el 2001 vuelve a jugar la liga de Venezuela desde el inicio. Su equipo acaba subcampeón cediendo en la final ante Cocodrilos de Caracas, aunque él volvió a resentirse de su lesión en mayo antes de que la temporada llegase a su fin. Reaparece recuperado en el 2011 con Marinos y este año si, logran recuperar el cetro nacional con Torres siendo pieza básica de los campeones, libre de lesiones en 2011, participa con la selección venezolana en el Campeonato Preolímpico Americano de Mar del Plata.

### Selección nacional
Con la selección absoluta de Venezuela hace su debut en el Campeonato FIBA Américas de 1999, participando además en las ediciones de 2001, 2003, 2005, donde obtiene la medalla de bronce, 2009 y 2011. Igualmente ha representado a su país en dos Campeonatos del Mundo, Estados Unidos 2002 y Japón 2006. En el Cto. Sudamericano registra 5 participaciones, logrando la Medalla de Bronce en las ediciones de 2001, 2004 y 2008.

## Palmarés

### Campeonatos Nacionales de Clubs
- Campeón LPB Venezuela 1998, 2003, 2005, 2009,  2011, 2012, 2014, 2015.
- Subcampeón LPB Venezuela 2010, 2013, 2017
- Campeón Superliga de Rusia 2006-07.
- Campeón Copa de baloncesto de Rusia 2006-07.

### Campeonatos internacionales
- Campeón Cto. Sudamericano de Clubes 2000.
- Subcampeón Eurocopa FIBA 2006-07.

### Consideraciones personales
- Rookie del Año LPB Venezuela 1998.
- MVP Cto. Sudamericano de Clubes 2000.
- MVP Juego de las estrellas 2013 de la LPB Venezuela.
- Jugador Defensivo del Año LPB Venezuela año 2013.
- Regreso del Año LPB Venezuela 2016

## Participaciones en Campeonatos Mundiales
- Campeonato Mundial Estados Unidos 2002 - 14º.
- Campeonato Mundial Japón 2006 - 21º.